# Remo nos Jogos Olímpicos de Verão de 2024 - Quatro sem masculino
A competição do quatro sem masculino do remo nos Jogos Olímpicos de Verão de 2024 ocorreu entre 28 de julho e 1 de agosto de 2024 no Estádio Náutico de Vaires-sur-Marne, na Ilha de França. Um total de 36 remadores representando nove Comitês Olímpicos Nacionais (CON) participaram do evento.

## Qualificação
Cada CON poderia classificar um único barco (quatro remadores) no quatro sem masculino. Um total de nove vagas estavam disponíveis, sendo distribuídas da seguinte forma:
- 7 pelo Campeonato Mundial de Remo de 2023;
- 2 pela regata final de qualificação olímpica.

## Formato
No "quatro sem" cada barco é impulsionado por quatro remadores. Por serem barcos de pontas, cada remador tem remos em apenas um lado, de forma alternada; isso contrasta com os barcos parelhos em que cada remador usa dois remos, um de cada lado do barco. A competição consiste em rodadas e usa o formato de três fases. As finais são realizadas para determinar a colocação de cada barco (na final A são definidos os medalhistas). O percurso usa a distância de 2000 metros que se tornou o padrão olímpico em 1912.

## Calendário
Horário local (UTC+2)
| Dia         | Horário | Fase          |
| ----------- | ------- | ------------- |
| 28 de julho | 12:50   | Eliminatórias |
| 30 de julho | 11:40   | Repescagem    |
| 1 de agosto | 11:06   | Final B       |
| 1 de agosto | 12:10   | Final A       |

## Medalhistas
|  | USA Estados Unidos                                |  | NZL Nova Zelândia                                      |  | GBR Grã-Bretanha                                          |
|  | Justin Best Liam Corrigan Michael Grady Nick Mead |  | Matt Macdonald Oliver Maclean Tom Murray Logan Ullrich |  | Matt Aldridge David Ambler Freddie Davidson Oliver Wilkes |

## Resultados

### Eliminatórias
Os dois primeiros de cada bateria se classificam para a Final A, enquanto o restante disputa a repescagem.
Eliminatória 1
| Pos. | Raia | Remadores                                                                     | CON               | Tempo   | Notas |
| ---- | ---- | ----------------------------------------------------------------------------- | ----------------- | ------- | ----- |
| 1    | 4    | Matt Macdonald Oliver Maclean Tom Murray Logan Ullrich                        | NZL Nova Zelândia | 6:03.08 | FA    |
| 2    | 5    | Matt Aldridge David Ambler Freddie Davidson Oliver Wilkes                     | GBR Grã-Bretanha  | 6:05.63 | FA    |
| 3    | 3    | Bogdan-Sabin Baitoc Alexandru-Laurențiu Danciu Andrei Mândrilă Ciprian Tudosă | ROU Romênia       | 6:06.60 | R     |
| 4    | 2    | Eli Brouwer Guus Mollee Nelson Ritsema Rik Rienks                             | NED Países Baixos | 6:08.75 | R     |
| 5    | 4    | Giovanni Abagnale Nicholas Kohl Matteo Lodo Giuseppe Vicino                   | ITA Itália        | 6:14.65 | R     |

Eliminatória 2
| Pos. | Raia | Remadores                                                     | CON                | Tempo   | Notas |
| ---- | ---- | ------------------------------------------------------------- | ------------------ | ------- | ----- |
| 1    | 1    | Justin Best Liam Corrigan Michael Grady Nick Mead             | USA Estados Unidos | 6:04.95 | FA    |
| 2    | 5    | Fergus Hamilton Alexander Hill Timothy Masters Jack Robertson | AUS Austrália      | 6:06.84 | FA    |
| 3    | 3    | Benoît Brunet Teo Rayet Guillaume Turlan Thibaud Turlan       | FRA França         | 6:07.52 | R     |
| 4    | 2    | Patrick Brunner Tim Roth Kai Schätzle Joel Schürch            | SUI Suíça          | 6:10.86 | R     |

### Repescagem
Os dois primeiros se classificam para a Final A, enquanto o restante avança para a Final B (fora da chance de medalhas).
| Pos. | Raia | Remadores                                                                     | CON               | Tempo   | Notas |
| ---- | ---- | ----------------------------------------------------------------------------- | ----------------- | ------- | ----- |
| 1    | 1    | Giovanni Abagnale Nicholas Kohl Matteo Lodo Giuseppe Vicino                   | ITA Itália        | 5:52.65 | FA    |
| 2    | 4    | Bogdan-Sabin Baitoc Alexandru-Laurențiu Danciu Andrei Mândrilă Ciprian Tudosă | ROU Romênia       | 5:53.52 | FA    |
| 3    | 3    | Benoît Brunet Teo Rayet Guillaume Turlan Thibaud Turlan                       | FRA França        | 5:53.59 | FB    |
| 4    | 2    | Eli Brouwer Guus Mollee Nelson Ritsema Rik Rienks                             | NED Países Baixos | 5:56.86 | FB    |
| 5    | 5    | Patrick Brunner Tim Roth Kai Schätzle Joel Schürch                            | SUI Suíça         | 6:00.29 | FB    |

### Finais
As regatas finais definem as posições de todos os remadores. Na Final A são decididos os medalhistas.
Final B
| Pos. | Raia | Remadores                                               | CON               | Tempo   |
| ---- | ---- | ------------------------------------------------------- | ----------------- | ------- |
| 7    | 1    | Eli Brouwer Guus Mollee Nelson Ritsema Rik Rienks       | NED Países Baixos | 5:56.35 |
| 8    | 2    | Benoît Brunet Teo Rayet Guillaume Turlan Thibaud Turlan | FRA França        | 5:57.78 |
| 9    | 3    | Patrick Brunner Tim Roth Kai Schätzle Joel Schürch      | SUI Suíça         | 6:02.61 |

Final A
| Pos.              | Raia | Remadores                                                                     | CON                | Tempo   |
| ----------------- | ---- | ----------------------------------------------------------------------------- | ------------------ | ------- |
| Medalha de ouro   | 3    | Justin Best Liam Corrigan Michael Grady Nick Mead                             | USA Estados Unidos | 5:49.03 |
| Medalha de prata  | 4    | Matt Macdonald Oliver Maclean Tom Murray Logan Ullrich                        | NZL Nova Zelândia  | 5:49.88 |
| Medalha de bronze | 2    | Matt Aldridge David Ambler Freddie Davidson Oliver Wilkes                     | GBR Grã-Bretanha   | 5:52.42 |
| 4                 | 1    | Giovanni Abagnale Nicholas Kohl Matteo Lodo Giuseppe Vicino                   | ITA Itália         | 5:55.07 |
| 5                 | 3    | Bogdan-Sabin Baitoc Alexandru-Laurențiu Danciu Andrei Mândrilă Ciprian Tudosă | ROU Romênia        | 5:56.85 |
| 6                 | 5    | Fergus Hamilton Alexander Hill Timothy Masters Jack Robertson                 | AUS Austrália      | 6:00.35 |